# ورزشگاه البیت
ورزشگاه البیت (عربی: استاد البیت) یک ورزشگاه فوتبال در الخور قطر در خلیج فارس است که برای مسابقات جام جهانی فوتبال ۲۰۲۲ مورد استفاده قرار گرفت؛ این ورزشگاه در ۲۰ نوامبر ۲۰۲۲ افتتاح شد.
ورزشگاه تازه ساخت البیت میزبان پنج مسابقه در طول انجام بازی‌های جام عرب فیفا ۲۰۲۱ بوده‌است؛ همچنین برگزاری بازی‌های دور گروهی، نیمه نهایی و یک چهارم نهایی جام جهانی فوتبال ۲۰۲۲ در این ورزشگاه انجام شد.

## موقعیت
ورزشگاه البیت در حدود ۳۵ کیلومتری شمال دوحه در شهر الخور واقع شده‌است.

## افتتاح
افتتاح این ورزشگاه در ۳۰ نوامبر ۲۰۲۱ به مناسبت افتتاحیه جام عرب ۲۰۲۱ انجام شد و پس از آن دیدار قطر به عنوان میزبان و بحرین به عنوان میهمان برگزار شد.
در این مراسم شیخ تمیم بن حمد آل ثانی امیر قطر جیانی اینفانتینو رئیس فیفا، چند تن از سران کشورها و مقامات و روسای اتحادیه‌های عضو فیفا حضور داشتند.
در ۲۰ نوامبر ۲۰۲۲ ورزشگاه البیت میزبان بازی افتتاحیه جام جهانی فوتبال ۲۰۲۲ بود. با وجود اینکه ظرفیت ورزشگاه ۶۰۰۰۰ نفر اعلام شده بود، رکورد ۶۷۳۷۲ تماشاگر به ثبت رسید.

## معماری

### گنجایش
این ورزشگاه گنجایشی بالغ بر ۶۸۰۰۰ صندلی دارد، از این تعداد حدود ۱۰۰۰ صندلی برای مطبوعات در نظر گرفته شده‌است.

### طرح
طراحی ورزشگاه البیت توسط دارالحندسه انجام شده‌است.
طراحان این بنا با توجه به نماد کشور قطر و الهام از سبک زندگی عشایر عرب زمان قدیم، آن را به سبک سیاه چادرهای عرب طراحی و ساخته‌اند که وقتی سقف این ورزشگاه جمع می‌شود به شکل سیاه چادر دیده خواهد شد.
ساختار چادر مانند ورزشگاه دارای چهارپایه است که هر یک از دیوارهای بیرونی و سقف‌های اوج آن با غشای فایبر گلاس پلی تترافلوئورواتیلن پوشانده شده‌است. قسمت بیرونی غشای پلی تترا در رنگ‌های سنتی سیاه، سفید و قرمز رنگی شده‌است تا بیشتر به چادرهای عشایری اشاره کند.
ورزشگاه البیت پس از تکمیل طرح رتبه پنج ستاره را از (GSAS) دریافت کرد.

### امکانات ویژه
این ورزشگاه شامل نوعی سیستم خنک‌کننده است که قدرت خود را از انرژی خورشیدی تأمین می‌کند.
از ویژگی‌های این ورزشگاه می‌توان به فضای سبز گسترده، زمین تمرین چندگانه، مسیر دوچرخه‌سواری، دوومیدانی و شترسواری سوئیت‌های هتل مجلل و اتاق‌هایی با نمای بالکن از زمین فوتبال خواهد بود.

### پس از جام جهانی
انتظار می‌رود پس از جام جهانی، ظرفیت این ورزشگاه به ۳۲۰۰۰ نفر کاهش یابد. صندلی‌های اضافی از ردیف بالا حذف شده و به کشورهای دیگر اهدا می‌شود یا در زیرساخت‌های برنامه‌ریزی‌شده برای بازی‌های آسیایی ۲۰۳۰ قرار می‌گیرد؛ به گفته مسئولان قطر فضای خالی باقی مانده پس از آن به یک هتل پنج ستاره، مرکز خرید و سایر امکانات ورزشی تبدیل خواهد شد.

## سیستم حمل و نقل
ورزشگاه البیت شهر الخور در محدوده شبکه متروی دوحه نیست. اتوبوس‌های شاتل از نزدیک‌ترین ایستگاه به ورزشگاه یعنی ایستگاه متروی «Lusail QNB»
که شمالی‌ترین ایستگاه در خط قرمز می‌باشد به تماشاگران سرویس دهی می‌کنند.

## نتایج مسابقات اخیر

### جام فوتبال ۲۰۲۱ عرب
| تاریخ          | زمان       | تیم شماره١ | نتیجه      | تیم شماره٢        | گروه           | حضور   |
| -------------- | ---------- | ---------- | ---------- | ----------------- | -------------- | ------ |
| ۳۰ نوامبر ۲۰۲۱ | ۱۹:۰۰      | قطر        | ۱–۰        | بحرین             | گروه A         | ۴۷٬۸۱۷ |
| ۳ دسامبر ۲۰۲۱  | ساعت ۲۲:۰۰ | سوریه      | ۲–۰        | تونس              | گروه B         | ۱۵٬۹۱۳ |
| ۶ دسامبر ۲۰۲۱  | ساعت ۲۲:۰۰ | قطر        | ۳–۰        | عراق              | گروه A         | ۲۳٬۰۰۸ |
| ۱۰ دسامبر ۲۰۲۱ | ساعت ۲۲:۰۰ | قطر        | ۵–۰        | امارات متحدهٔ عربی | یک چهارم نهایی | ۶۳٬۴۳۹ |
| ۱۸ دسامبر ۲۰۲۱ | ساعت ۱۸:۰۰ | تونس       | ۲–۰ (و.ا.) | الجزایر           | نهایی          | ۶۰٬۴۵۶ |

### جام جهانی فوتبال ۲۰۲۲
ورزشگاه البیت میزبانی ۹ بازی در جام جهانی فوتبال ۲۰۲۲ را برعهده داشت.
| تاریخ          | زمان       | تیم شماره١ | نتیجه | تیم شماره٢          | گروه           | حضور   |
| -------------- | ---------- | ---------- | ----- | ------------------- | -------------- | ------ |
| ۲۰ نوامبر ۲۰۲۲ | ساعت ۱۹:۰۰ | قطر        | ۰–۲   | اکوادور             | گروه A         | ۶۷٬۳۷۲ |
| ۲۳ نوامبر ۲۰۲۲ | ساعت ۱۳:۰۰ | مراکش      | ۰–۰   | کرواسی              | گروه F         | ۵۹٬۴۰۷ |
| ۲۵ نوامبر ۲۰۲۲ | ساعت ۲۲:۰۰ | انگلستان   | ۰–۰   | ایالات متحده آمریکا | گروه B         | ۶۸٬۴۶۳ |
| ۲۷ نوامبر ۲۰۲۲ | ساعت ۲۲:۰۰ | اسپانیا    | ۱–۱   | آلمان               | گروه E         | ۶۸٬۸۹۵ |
| ۲۹ نوامبر ۲۰۲۲ | ساعت ۱۸:۰۰ | هلند       | ۳–۰   | قطر                 | گروه A         | ۶۶٬۷۸۴ |
| ۱ دسامبر ۲۰۲۲  | ساعت ۲۲:۰۰ | کاستاریکا  | ۲–۴   | آلمان               | گروه E         | ۶۷٬۰۵۴ |
| ۴ دسامبر ۲۰۲۲  | ساعت ۲۲:۰۰ | انگلستان   | ۳–۰   | سنگال               | دور ۱۶         | ۶۵٬۹۸۵ |
| ۱۰ دسامبر ۲۰۲۲ | ساعت ۲۲:۰۰ | انگلستان   | ۱–۲   | فرانسه              | یک چهارم نهایی | ۶۸٬۸۹۵ |
| ۱۴ دسامبر ۲۰۲۲ | ساعت ۲۲:۰۰ | مراکش      | ۰–۲   | فرانسه              | نیمه نهایی     | ۶۸٬۲۹۴ |

### جام ملت‌های آسیا ۲۰۲۳
ورزشگاه البیت میزبانی چهار مسابقه در جام ملت‌های آسیا ۲۰۲۳ را برعهده داشت.
| تاریخ          | زمان       | تیم شماره١ | نتیجه                  | تیم شماره٢ | گروه           | حضور   |
| -------------- | ---------- | ---------- | ---------------------- | ---------- | -------------- | ------ |
| ۱۷ ژانویه ۲۰۲۴ | ساعت ۱۷:۳۰ | تاجیکستان  | ۰–۱                    | قطر        | گروه A         | ۵۷٬۴۶۰ |
| ۲۳ ژانویه ۲۰۲۴ | ساعت ۱۴:۳۰ | سوریه      | ۱–۰                    | هند        | گروه B         | ۴۲٬۷۸۷ |
| ۲۹ ژانویه ۲۰۲۴ | ساعت ۱۹:۰۰ | قطر        | ۲–۱                    | فلسطین     | یک هشتم نهایی  | ۶۳٬۷۵۳ |
| ۳ فوریه ۲۰۲۴   | ساعت ۱۸:۳۰ | قطر        | ۱–۱ (۳–۲) ضربات پنالتی | ازبکستان   | یک چهارم نهایی | ۵۸٬۷۹۱ |